# Gromejón
Der Río Gromejón ist ein ca. 35 km langer Nebenfluss des Duero im Süden der Provinz Burgos im Norden Spaniens.

## Verlauf
Der Río Gromejón entspringt aus mehreren Quellbächen ca. 15 km nordöstlich des Ortes Caleruega südlich der Sierra de la Demanda in einer Höhe von ca. 960 m. Sein Verlauf führt konstant in südwestliche Richtungen nahezu parallel zum Río Bañuelos. Er mündet ca. 4 km südwestlich der Ortschaft Ventosilla in den Duero.

## Nebenflüsse und Stauseen
Außer einigen Bächen (arroyos) hat der Río Gromejón keine Nebenflüsse; er wird nicht gestaut. Im Mittelalter und in der frühen Neuzeit gab es an seinen Ufern zahlreiche Wassermühlen.

## Gemeinden und Orte am Fluss
Caleruega, Tubilla del Lago, Gumiel de Izán, Quintana del Pidio, La Aguilera, Ventosilla

## Sehenswürdigkeiten
Sehenswert sind insbesondere die Orte Caleruega und Tubilla del Lago am Oberlauf des Flusses.